# Tooele
Tooele és una població dels Estats Units a l'estat de Utah. Segons el cens del 2000 tenia 22.502 habitants.

## Demografia
Segons el cens del 2000, Tooele tenia 22.502 habitants, 7.459 habitatges, i 5.825 famílies. La densitat de població era de 411 habitants per km².
Dels 7.459 habitatges en un 46,1% hi vivien nens de menys de 18 anys, en un 62,6% hi vivien parelles casades, en un 11,1% dones solteres, i en un 21,9% no eren unitats familiars. En el 18,2% dels habitatges hi vivien persones soles el 6,8% de les quals corresponia a persones de 65 anys o més que vivien soles. El nombre mitjà de persones vivint en cada habitatge era de 2,98 i el nombre mitjà de persones que vivien en cada família era de 3,39.
Per edats la població es repartia de la següent manera: un 34,1% tenia menys de 18 anys, un 11% entre 18 i 24, un 30,8% entre 25 i 44, un 15,7% de 45 a 60 i un 8,5% 65 anys o més.
L'edat mediana era de 28 anys. Per cada 100 dones de 18 o més anys hi havia 95,9 homes.
La renda mediana per habitatge era de 43.862 $ i la renda mediana per família de 48.490 $. Els homes tenien una renda mediana de 37.373 $ mentre que les dones 24.175 $. La renda per capita de la població era de 16.580 $. Entorn del 5% de les famílies i el 6,4% de la població estaven per davall del llindar de pobresa.

## Poblacions més properes
El següent diagrama mostra les poblacions més properes.